# Химический институт им. А. М. Бутлерова Казанского федерального университета
Химический институт им. А. М. Бутлерова (ранее Химический факультет Казанского государственного университета) — структурное подразделение Казанского (Приволжского) федерального университета, осуществляющее научно-исследовательскую и учебную работу в фундаментальной и прикладной химии.

## История
История химии в Казанском университете берет начало с его основания: тогда были открыты первые химические лаборатории на кафедрах «Химии и металлургии» и «Технологии и наук, относящихся к торговле и фабрикам». Труды выдающихся ученых-химиков — К. К. Клауса, Н. Н. Зинина, А. М. Бутлерова, В. В. Марковникова, А. М. Зайцева, Е. Е. Вагнера, А. Е. Арбузова, Б. А. Арбузова, А. Н. Пудовика, В. С. Абрамова — заложили основы Казанской химической школы, получившей мировую известность.
В 1953 г. в результате реорганизации советских университетов в КГУ был открыт химический факультет, а 21 апреля 2003 г. на основании решения Ученого совета Казанского государственного университета был создан Химический институт им. А. М. Бутлерова путём слияния НИХИ им. А. М. Бутлерова и химического факультета КГУ.
Ученые, работавшие в химическом институте, оставили глубокий след в истории науки. Так, А. М. Бутлеров к 1858 году сформулировал Теорию химического строения. 1841 год известен разработкой метода промышленного получения синтетического анилина Н. Н. Зининым. В 1844 году К. К. Клаусом был открыт и исследован химический элемент рутений — единственный из содержащихся в природе элементов, открытый в России. В. В. Марковников открыл закономерности региоселективного присоединения кислот и воды по кратным связям, а А. М. Зайцев – напротив — отщепление молекул кислот и воды с образованием непредельных соединений. А. Е. Арбузов и Б. А. Арбузов, А. Н. Пудовик, В. С. Абрамов также широко известны в органической и элементоорганической химии.

### Деканы
Феоктист Иванович Богоявленский (1933—1935)

Василий Витальевич Евлампиев (1935—1939)

Файзи Файзуллович Файзуллин (1939—1941)

Борис Александрович Арбузов (1941—1950)

Аркадий Николаевич Пудовик (1950—1958)

Файзи Файзуллович Файзуллин (1958—1960)

Вера Федоровна Торопова (1960—1965)

Александр Иванович Костромин (1965—1968)

Александр Иванович Коновалов (1968—1972)

Ирина Вадимовна Коновалова (1972—1987)

Галина Алексеевна Чмутова (1987—1992)

Николай Алексеевич Улахович (1992—1998)

Владимир Иванович Галкин (1998—2020)

Зиганшин Марат Ахмедович (2020—настоящее время)

## Структура института

### Кафедры
Кафедра аналитической химии 

Кафедра высокомолекулярных и элементоорганических соединений 

Кафедра неорганической химии 

Кафедра органической химии 

Кафедра физической химии 

Кафедра химического образования

### Отделы
Отдел аналитической химии 

Отдел неорганической и координационной химии 

Отдел органической химии 

Отдел физической химии 

Отдел химии элементоорганических соединений

## Направления научной деятельности

### Кафедра аналитической химии
При кафедре работает отдел аналитической химии и лаборатория биоэлектрохимических и биосенсорных исследований, проводящая исследования в области электрохимических методов анализа с помощью химически модифицированных электродов и биосенсоров.

Заведующий кафедрой — доктор химических наук, профессор Геннадий Артурович Евтюгин.

На кафедре проводятся работы в области:
- разработки химически модифицированных электродов для определения окисляющихся органических соединений;
- создания ферментных и ДНК-сенсоров для определения соединений биологического значения – токсинов, метаболитов, пестицидов;
- иммунохимического анализа;
- поиска новых способов кулонометрического и вольтамперометрического определения антиоксидантов – витаминов, пищевых добавок, лекарств, а также групповой оценки пищевых продуктов и других сложных объектов по содержанию указанных соединений;
- потенциометрических сенсоров на основе макроциклических рецепторов для группового и индивидуального определения неорганических и органических ионов;
- определения повреждения ДНК и создания гибридных материалов с включением ДНК и наночастиц металлов;
- синтеза и характеристик разнообразных фосфорорганических соединений – фосфиноксидов, аминофосфонатов, фосфабетаинов, находящих применение в мембранных технологиях очистки и селективного концентрирования ионов металлов, а также в составе ионоселективных электродов.

Кафедра поддерживает контакты со многими академическими институтами и крупными университетами в России и за рубежом: Московским государственным университетом им. М. В. Ломоносова, Казанским национально-исследовательским университетом, Университетом Комениуса (Словакия), университетом Тор Вергата (Италия). Аспиранты и молодые сотрудники кафедры регулярно проходят стажировки за рубежом и участвуют в международных и отечественных научных проектах в рамках РФФИ, Минобрнауки и академических программ обменов. Сотрудники кафедры активно участвуют в подготовке и выпуске коллективных монографий серии «Проблемы аналитической химии» (издательство «Наука»), отражая в них свой опыт решения аналитических проблем в смежных областях, таких как медицина и фармация.

### Кафедра высокомолекулярных и элементоорганических соединений
Тематика исследований: синтез новых фосфорорганических и элементоорганических соединений, изучение их пространственного и электронного строения, внутримолекулярных электронных взаимодействий, реакционной способности, механизмов реакций.

На кафедре с момента её основания (1948 год) и до смерти (февраль 2006 года) работал член-корреспондент РАН Аркадий Николаевич Пудовик, являвшийся основателем кафедры и занимавший должность заведующего до 1987 года.

Заведующий кафедрой — член-корреспондент Академии наук Республики Татарстан, доктор химических наук, профессор Владимир Иванович Галкин.

На кафедре проводятся работы в области:
- теоретического и экспериментального исследования взаимосвязи структуры и реакционной способности соединений фосфора различной координации и производных других непереходных элементов; разработки эффективных методов синтеза новых веществ;
- получения и изучения свойств нового поколения биоактивных, комплексообразующих, экстракционных, ионофорных, мембранно-транспортных и других практически полезных веществ на основе полифункциональных соединений фосфора;
- направленного синтеза физиологически активных веществ для медицины и ветеринарии на основе биомиметического подхода[3];
- изучения стереоселективных процессов с участием органических, элементоорганических и координационных соединений;
- применения металлокомплексных соединений для хемо- и региоселективной каталитической и стехиометрической функционализации органических соединений, не проявляющих реакционную способность и/или селективность к гидрофосфорильным соединениям в условиях классического синтеза фосфорорганических соединений.

Выпускником кафедры ВМиЭОС является академик РАН Олег Герольдович Синяшин, директор Института органической и физической химии им. А. Е. Арбузова Российской академии наук , директор Химического института Владимир Иванович Галкин, заслуженный деятель науки Российской Федерации профессор Рафаэль Асхатович Черкасов и многие другие учёные, работающие как в РФ, так и за рубежом.

### Кафедра неорганической химии
Кафедра готовит специалистов по неорганической и координационной химии, проводит занятия по дисциплинам «Общая химия» и «Неорганическая химия» на химическом, биологическом, географическом, геологическом, экологическом и физическом факультетах. В рамках специализации «Неорганическая химия» читаются курсы лекций по химии комплексных соединений, синтезу неорганических соединений, теории растворов, оптическим и электрохимическим методам исследования равновесий в растворах, магнетохимии и радиоспектроскопии координационных соединений, равновесиям в гетерогенных неорганических системах, теории симметрии в координационной химии, супрамолекулярной неорганической химии и химии кластеров. Кроме общего курса неорганической химии, для химиков факультета читаются курсы по метрологии, основам бионеорганической химии, техногенным системам и экологическому риску, химии в экологии, ЭВМ в химических расчетах и многие другие.

Заведующий кафедрой — доктор химических наук, профессор Рустэм Рафаэльевич Амиров.

На кафедре успешно развивается научная работа. Основная цель проводимых исследований – разработка новых подходов к изучению состава, устойчивости, строения координационных соединений металлов в различных конденсированных средах, кинетики и механизмов быстрых реакций замещения, а также синтез соединений с заданными свойствами. Исследованы термодинамика реакций образования и строение координационных соединений металлов с различными органическими лигандами, в том числе биоактивными, установлены закономерности реакций сольватного, лигандного, протонного и электронного обмена в растворах координационных соединений. На основе фундаментальных исследований синтезирован ряд соединений с высокой противоопухолевой активностью.

На кафедре проводятся работы в области:
- изучения процессов комплексообразования в супрамолекулярных системах – организованных ансамблях ПАВ и макроциклических лигандах;
- исследования координационных соединений железа(III) и марганца(II) для магнитно-резонансной томографии;
- получения новых типов гибридных органо-неорганических функциональных материалов на основе наноразмерных гиперразветвленных структур.

Результаты этих исследований имеют принципиальную ценность в области координационной химии, бионеорганической химии, химии наноматериалов, фармацевтической химии. Предложенные модели и физико-химические основы самосборки наноразмерных гиперразветвленных полимеров определят новые подходы к пониманию механизмов трансфекции генов и адресной доставки лекарственных препаратов.

### Кафедра органической химии
На кафедре проводятся работы на стыке органической химии (химия природных соединений, химия макроциклических соединений, химия элементоорганических соединений), супрамолекулярной химии (химия растворов и само-процессов), молекулярной биологии.

Заведующий кафедрой – член-корреспондент Российской академии наук, доктор химических наук, профессор Игорь Сергеевич Антипин

На кафедре проводятся исследования в области:
- создания невирусных трансфекционных агентов, разработка препаратов для биотехнологического производства и генотерапии;
- создания новых программируемых материалов на основе гибридных наночастиц для медицинского и биохимического применения;
- разработки методов направленного синтеза, изучение строения и свойств новых сернистых производных пятичленных кислород- и азотсодержащих гетероциклов;
- поиск хемо-, регио- и стереоселективных реакций тиилирования, аминирования, окисления с целью создания новых антимикробных препаратов на основе изучаемых гетероциклов;
- в сотрудничестве с биологами ведется разработка новых принципов борьбы с патогенной микрофлорой. Развиваются современные методы органического синтеза.

С 2012 года на кафедре открыта совместная российско-французская магистратура по хемоинформатике и молекулярному моделированию, выпускники которой могут получить два диплома: Казанского и Страсбургского университетов. Кафедра органической химии активно сотрудничает с Институтом органической и физической химии им. А. Е. Арбузова Российской академии наук, студенты выполняют научные исследования в лабораториях «Химии каликсаренов», «Фосфорсодержащих аналогов природных соединений», «Химии гетероциклических соединений» и многих других.

### Кафедра физической химии
В настоящее время на кафедре развиваются различные научные направления, которые охватывают весь основной спектр классической физической химии: термодинамика, кинетика, электрохимия, катализ, сорбционные процессы. Все эти научные направления объединены объектами исследования – органическими соединениями. В последние годы сотрудники кафедры физической химии выступали на конференциях во многих странах мира: Канаде, Польше, ЮАР, Италии, Германии, Португалии, Чехии, США, Ирландии, Хорватии, Испании, Швеции, Японии, Бразилии.

Заведующий кафедрой — доктор химических наук, профессор Зиганшин Марат Ахмедович

На кафедре проводятся работы в области:
- физической химии супрамолекулярных систем, изучающей межмолекулярные взаимодействия газообразных веществ с твердыми сорбентами;
- термодинамики процессов клатратообразования супрамолекулярных рецепторов с органическими соединениями;
- исследования термической стабильности супрамолекулярных рецепторов и соединений включения, образованных с их участием, и изучение рецепторных свойств наноразмерных слоев супрамолекулярных рецепторов;
- разработки новых методов изучения влияния давления на реакционную способность и термодинамику органических реакций;
- создания новых промышленных катализаторов для нефтехимического синтеза, в том числе с помощью нанотехнологий;
- изучения физико-химических принципов функционирования белков в неводных средах;
- исследования в области изучения пространственного и электронного строения органических и элементоорганических соединений;
- разработки новых методы электрохимического синтеза органических соединений;
- фундаментальных проблем межмолекулярных взаимодействий в растворах органических неэлектролитов, термодинамических фазовых переходов.
- кинетика твердофазных реакций, процессов полимеризации, в том числе в нанопористых материалах.

### Кафедра химического образования
Кафедра создана в 1934 году в Казанском учительском институте с целью фундаментальной подготовки будущих учителей химии. В ноябре 2011 года кафедра химического образования как структурная единица вошла в состав Химического института им. А.М. Бутлерова Казанского (Приволжского) федерального университета. Научно-педагогические исследования сочетались с фундаментальными и прикладными работами по химии.

Большой интерес представляют организованные кафедрой научно-практические международные, всероссийские и региональные конференции по проблемам химического образования. Кафедра имеет благодарственные письма от директоров школ за научно-методическую подготовку студентов к педагогической практике. Сегодня учебно-воспитательный процесс на кафедре осуществляют 3 доктора наук, 5 кандидатов наук. С 2010 года ведется переподготовка учителей по направлению «Учитель химии».

Заведующий кафедрой — кандидат химических наук, доктор педагогических наук Сурия Ирековна Гильманшина

На кафедре проводятся исследования в области:
- тиофосфорилированных производных резорцинов и каликсаренов;
- изучения фосфорилированных непредельных соединений на основе нефте- и лесохимического сырья;
- получения и теоретического изучения фосфабетаинов и их производных (фосфониевые соли, карбоксилатные комплексы металлов);
- поиска жидких удобрительно-стимулирующих составов на основе микроэлементов.

В целом за 30-летний период было опубликовано около 300 работ, большинство — в центральных академических изданиях, выпущено шесть тематических сборников.

## Учебный процесс
В настоящее время идет подготовка по специальностям:
- 04.03.01 — Химия бакалавр;
- 04.05.01 — Фундаментальная и прикладная химия специалитет;
- 04.04.01 — Химия магистр;
- 44.03.01 — Педагогическое образование бакалавриат.[4]

К 2015—2016 учебному году в институте функционируют магистерские программы:
- «Хемоинформатика и молекулярное моделирование»;
- «Химия супрамолекулярных нано- и биосистем»;
- «Методы аналитической химии»;
- «Физико-химические методы в химии»;
- «Нефтехимия и катализ».[5]

Общее количество студентов, обучающихся по программам специалитета, бакалавриата и магистратуры, составляет 515 (данные на май 2017 года).

Кафедры Химического института проводят подготовку аспирантов по профилям:
- 02.00.01 — неорганическая химия;
- 02.00.02 — аналитическая химия;
- 02.00.03 — органическая химия;
- 02.00.04 — физическая химия;
- 02.00.08 — химия элементоорганических соединений.

В Химическом институте работает два диссертационных совета по защите в области химических наук:
- Д 212.081.03 при ФГАОУ ВО "Казанский (Приволжский) федеральный университет"; специальности, по которым проводятся защиты:

02.00.01 — неорганическая химия, 02.00.08 — химия элементоорганических соединений; председатель Совета д.х.н., проф. В. И. Галкин.
- Д 212.081.30 при ФГАОУ ВО "Казанский (Приволжский) федеральный университет"; специальности, по которым проводятся защиты:

02.00.02 — аналитическая химия, 02.00.03 — органическая химия; председатель Совета д.х.н., проф. И. С. Антипин.

## Инфраструктура института

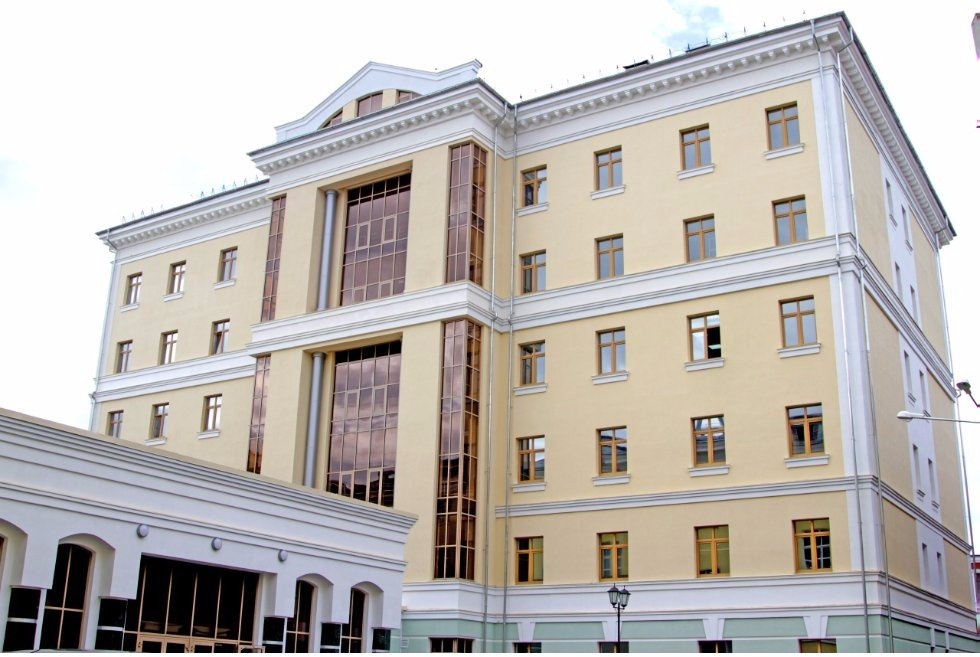
Новый корпус Химического института

Основной корпус института расположен на пересечении улиц Кремлёвской и Лобачевского. Это четырехэтажное здание, построенное в 1953 году в стиле советского неоклассицизма, архитектор А. Г. Бикчентаев.
Здание музея Казанской химической школы, находящееся во внутреннем дворике главного здания университета, построено в 30-х годах 19 века в классическом стиле, архитектор М. П. Коринфский.

В 2015 году завершилось возведение крупного лабораторного корпуса во дворе Химического института. В 7-этажном здании разместились учебные аудитории и лаборатории кафедр Химического института, Института геологии и нефтегазовых технологий, Института физики. Здание построено при поддержке президента Татарстана Р. Н. Минниханова и ОАО «Таиф».

## Музей казанской химической школы
Изначально в этом двухэтажном здании находились первая химическая лаборатория Казанского университета и физическая лаборатория. Первым преподавателем стал Н. Н. Зинин, который, научившись за границей новой методике преподавания химии, стал успешно применять её в стенах Казанского университета. Методика эта заключалась в сочетании практических и лекционных занятий, что хорошо знакомо и современным студентам.

В химической лаборатории происходило не только знакомство с уже известными научными исследованиями в области химии, но и совершались открытия, которые принесли славу Казанскому университету.

Музей Казанской химической школы совсем не похож на остальные музеи. Он, скорее, напоминает дом-музей: здесь нет выставочных витрин, табличек, запрещающих фотосъемку. Экспонаты хранятся в старинных стеклянных шкафах. В музее царит рабочая атмосфера: на письменном столе в кабинете Бутлерова лежат канцелярские принадлежности, справочники по химии разных годов и даже столетий не лежат под стеклом, а стоят в шкафах.

В наши дни в главном зале музея проводятся лекционные и семинарские занятия, защита кандидатских и докторских диссертаций. В боковых комнатах функционируют современные лаборатории.

## Примечательные факты
- Химический институт долго и плодотворно занимается подготовкой школьников Республики Татарстан и Российской Федерации к школьным химическим олимпиадам. В разное время научными руководителями российской команды школьников на Международную химическую олимпиаду являлись преподаватели Химического института Андрей Николаевич Ведерников, Аркадий Искандерович Курамшин и Игорь Алексеевич Седов[9][10].
- Старое здание Химического института с момента постройки в 1953 году было не только лабораторным корпусом химического факультета КГУ, в разные времена в нём также располагались историко-филологический факультет КГУ, военная кафедра, некоторые помещения даже использовались как общежития для молодых преподавателей и аспирантов университета.[1]
- На протяжении почти 10 лет (с 2006) в Химическом институте выпускается студенческая газета "Хи.Жи.На. - Химия, Жизнь, Наука", в которой освещаются события института, университета, новости науки, а также познавательные статьи и интересные викторины.